# Арцукевич, Виктор Петрович
Виктор Петрович Арцукевич (8 февраля 1935—1991) — советский шахматист, мастер спорта СССР (1959).
Научный работник в области физики. Выступал за «Буревестник» (Ленинград). Лучшие результаты: первенства Ленинграда, 1959 и 1961, — 3—5, полуфиналы XXI (7—10) и XXVII (7) первенств СССР. Участник матчей Ленинград — Будапешт.
Проживал по адресу улица Седова, 17-2.